# Уэзерсби, Карл
Карлтон Уэзерсби (англ. Carlton Weathersby); 24 февраля 1953, Джексон, Миссисипи, США  — 9 августа 2024, Уимберли, Техас, США — американский блюзовый гитарист, вокалист и автор песен. Номинант Blues Music Awards в номинациях «Песня года» (1996), «Лучший дебют» (1997), «Блюзовый исполнитель, заслуживающий более широкого признания» (1999), «Исполнитель современного блюза» (1999, 2001), «Блюзовый гитарист» (1999 2000, 2001) /

## Биография
Карлтон Уэзерсби родился в Джэксоне, Миссисипи, своё раннее детство провёл в Мидвилле, Миссисипи. Когда ему было восемь лет, семья переехала в Ист-Чикаго, штат Индиана. До отъезда он уже сносно освоил барабаны: «Братья моего отца, два его младших брата, были барабанщиками, и у них дома были барабаны, и не было такой большой проблемой возиться с барабанами, как возиться с гитарой моего деда» . В школе он начал играть на барабанах в местной группе. Подростком начал осваивать гитару и однажды решил показать отцу чего он достиг, сыграв «Cross Cut Saw Blues». В это время присутствовал друг отца, которого Карлтон знал лишь по имени. Этот друг заявил, что Карлтон неправильно играет и показал как играть правильно. «И вот я сидел там однажды, пытаясь сыграть „Cross-Cut Saw“, и я сказал своему старику: „Думаю, я понял, папа“. И я услышал: „Нет, я играл не так“. Это был Альберт. И я сказал: „Что ты имеешь в виду, говоря, что ты играл не так?“. Он сказал: „Парень, ты не знаешь, кто я? Как меня зовут?“ Я сказал: „Альберт“. Он сказал: „Альберт что?“ Я сказал: „Не знаю“. Он сказал: „Я Альберт Кинг, и это я на той пластинке“. И я такой: „Ух ты!“». 
В 1971 году Уэзерсби был призван в армию США, участвовал в войне во Вьетнаме и демобилизовался в 1977 году. Затем в Луизиане был недолгое время полицейским и тюремным охранником, но вскоре вернулся в Индиану, где стал рабочим на сталелитейном заводе. С 1979 по 1981 год приглашался Альбертом Кингом для концертов и недалёких гастролей. Затем он начал периодически подменять гитариста Карлоса Джонсона в группе Billy Branch & the Sons of Blues, а вскоре, в 1981 году занял это место на постоянной основе и оставался в группе в течение 15 лет . 
В 1996 году Карл Уэзерсби записал свой дебютный сольный альбом Don't Lay Your Blues on Me, песня из которого «The Blues Follow Me Around» в 1996 году претендовала на звание лучшей песни года Blues Music Awards. В январе 1997 года Уэзерсби покинул группу Бранча . Со следующим альбомом 1997 года Looking Out My Window Уэзерсби был номинирован в номинации «Лучший дебют»; по результатам первых трёх альбомов он был номинирован как «Блюзовый исполнитель, заслуживающий более широкого признания». В течение 2000-х записал ещё несколько альбомов, в том числе в 2005 году концертный альбом In the House: Live at Lucerne Vol. 5, содержащий запись выступления Уэзерсби с Билли Бранчем в Люцерне. Также в это время он много записывался как гость или сайдмен с другими исполнителями блюза. Карл Узерсби много лет выступал дважды неделю в известном клубе Kingston Mines в Чикаго. 
В 2016 году музыкант переехал в Техас в городок Уимберли, и стал давать концерты в местных клубах.  
В 2019 году ввиду диабета ему ампутировали сначала палец на ноге, а затем отняли и всю правую ногу до колена . 24 ноября 2019 года Кристон «Кингфиш» Ингрэм, Ронни Бейкер Брукс, Билли Бранч, Дейтра Фарр, Льюрри Белл и многие другие блюзовые музыканты дали благотворительный концерт чтобы собрать деньги на лечение музыканта. 
Умер 9 августа 2024 года. 
Член Зала славы блюза Чикаго. 
«Диапазон Карла как музыканта можно услышать в его яростных струнных соло и его искреннем, страстном вокале» .

## Дискография

### Сольные работы
- 1996: Don't Lay Your Blues on Me (Evidence Music)
- 1997: Looking Out My Window (Evidence)
- 1998: Restless Feeling (Evidence)
- 2000: Come to Papa (Evidence)
- 2003: Best of Carl Weathersby (Evidence)
- 2004: In the House: Live at Lucerne Vol. 5 (CrossCut Records)
- 2005: Hold On, Louisiana (Red Hot)
- 2009: I'm Still Standing Here (Magnolia)
- 2019: ‘'Live at Rosa’s Lounge'’ (Bearpath Records)

### Как гость/сайдмен
- 1985: Billy Branch & the Sons of Blues, Romancing the Blue Stone (Black & Blue Records)
- 1985: Бастер Бентон, Blues at the Top (Evidence)
- 1989: Роберт Ковингтон, Blues in the Night (Evidence)
- 1992: Billy Branch & the Sons of Blues, Mississippi Flashback (GBW)
- 1994: Хьюберт Самлин & Билли Бранч, Chicago Blues Session, Vol. 22 (Wolf)
- 1994: Кэри Белл, Deep Down (Alligator Records)
- 1994: Джордж Грантц, Beyond Another Wall: Live in China (TCB)
- 1995: Билли Бранч, The Blues Keep Following Me Around (Verve)
- 1996: Jayne Cortez & the Firespitters, Taking the Blues Back Home (Verve)
- 1996: Билли Бранч, Satisfy Me (Verve)
- 1999: Mississippi Heat, Handyman (Van Der Linden)
- 2001: Рико Макфарленд, Tired of Being Alone (Evidence)
- 2002: Бастер Бентон, Blues Reference: Blues and Trouble (Black & Blue)
- 2002: Mississippi Heat, Footprints on the Ceiling (CrossCut)
- 2003: The Sons of Blues, Blues Reference: As the Years Go Passing By (Black & Blue)
- 2004: Труди Линн, Blues Power: Trudy's Blues (Isabel)[7]
- 2004: Чарльз Уилсон, If Heartaches Were Nickels (Delmark)
- 2004: Нора Джин Брузо, Going Back to Mississippi (Severn)
- 2004: Sam Cockrell & the Groove, I'm in the Business (Boom Boom)
- 2005: Mississippi Heat, Glad You're Mine (CrossCut)
- 2005: Biscuit Miller, Come Together
- 2005: Литтл Милтон, Think of Me (Telarc International Corporation)
- 2008: Mississippi Heat, "Hattiesburg Blues" (Delmark)
- 2005: Бернард Эллисон, Ларри Маккрэй, Карл Уэзерсби, Лаки Петерсон, Triple Fret (JSP Records)
- 2010: Mississippi Heat, Джон Праймер, Карл Уэзерсби, Let's Live It Up! (Delmark)